# Canidia canescens
Canidia canescens är en skalbaggsart som först beskrevs av Dillon 1955.  Canidia canescens ingår i släktet Canidia och familjen långhorningar. Inga underarter finns listade.